# Team Wellington
Team Wellington – nowozelandzki klub piłkarski z siedzibą w Wellington. Założony w 2004 roku, występuje w rozgrywkach New Zealand Football Championship.

## Osiągnięcia
- Mistrzostwo Nowej Zelandii (2): 2016 i 2017[1].
- Zwycięstwo w Lidze Mistrzów OFC: 2017/18[2]